# Mormonia edna
Mormonia edna là một loài bướm đêm trong họ Noctuidae.